# Масарик (фильм)
Масарик (чеш. Masaryk) — чешско-словацкий художественный фильм режиссёра Юлиуса Шевчика, снятый в 2016 году.
Премьера фильма состоялась 25 декабря 2016 года. Фильм был показан в основной программе Берлинале в Специальном разделе Берлинале.

## Сюжет
Фильм рассказывает о событиях трёх последних лет жизни Яна Масарика (1886—1948), сына президента Томаша Гаррига Масарика (1850—1937).
Действие фильма происходит между 1937 и 1939 годами и, в основном, посвящено министру иностранных дел Чехословакии Яну Масарику и Мюнхенскому соглашению, в результате которого в начале октября 1938 года Судетская область Чехословакии вошла в состав Германии, а другие территории Чехословакии вошли в состав Польши и Венгрии.
Дипломат Ян Масарик бежит в Америку, спасаясь от своего недавнего прошлого. В октябре 1938 года он оказался в психиатрическом санатории в Вайнленде, штат Нью-Джерси. В интервью с директором института доктором Штайном, немецким эмигрантом, бежавшим от Гитлера, он вспоминает своё недавнее прошлое, смерть отца в 1937 году и особенно неспокойные дни конца сентября 1938 года, когда он служил послом Чехословакии в Лондоне. Психически неуравновешенный, страдающий депрессией, он горько винит себя за разочарования и за то, что привёл к распаду республики. Германия вторглась в Чехословакию, и Масарик теперь человек-изгой. В Америке он пытается забыть личное и политическое предательство, которое он и его страна пережили, но эти события омрачают каждый его шаг. Как посол Чехословакии в Лондоне Масарик не смог заручиться поддержкой англичан и предотвратить разорение своей страны. С помощью доктора Штайна, немецкого психиатра-эмигранта и писательницы Марсии Давенпорт, Масарик пытается победить своих демонов и заново пережить драматические события, приведшие к началу Второй мировой войны.

## В ролях
- Карел Роден — Ян Масарик
- Ханс Цишлер — доктор Штайн
- Олдржих Кайзер — Эдвард Бенеш, президент Чехословакии
- Арли Жовер — Марсия Давенпорт
- Иржи Виоралек — Конрад Генлейн, лидер чехословацких фольксдойче
- Эмилия Вашариова — Блаженка
- Ева Герцигова — Мадла
- Мартин Хофманн — секретарь президента
- Зузана Кронерова — Алиция, жена Яна Масарика
- Иржи Орнест — Томаш Гарриг Масарик, отец Яна Масарика
- Ян Греччо — Милан Годжа, премьер-министр Чехословакии
- Дермот Краули — лорд Галифакс
- Пол Николас — Чемберлен
- Джина Брэмхилл — леди Энни Хиггинс
- Стюарт Мосс — телохранитель
- Джоан Блэкхэм — миссис Фицджеральд
- Милтон Уэлш — Жорж Бонне
- Ходжи Фортуна — доктор Шелдон
- Кевин Кларк— член парламента
- Эбигейл Райс — секретарь Чемберлена
- Ян Яцкуляк — секретарь премьер-министра Чехословакии Годжи
- Роберт Яшкув — Эммануэль Моравец, генерал

## Награды
В 2017 году фильм получил премии «Чешский лев» в категориях за лучший фильм, за лучшего режиссёра, за лучший сценарий и за лучшего актёр главной роли. Всего получил награды в 12 номинациях.